# 유엔 인도주의 업무 조정국
유엔 인도주의 업무 조정국(United Nations Office for the Coordination of Humanitarian Affairs, UNOCHA)은 유엔 정기 총회에서 1991년 12월 결의돼 발족된 특별 기구이다. 약칭으로는 UNOCHA 혹은 OCHA로 부른다. 1972년도에 생긴 유엔 재난관리국을 대체하여 출범했으며 전 세계의 재난 상황이나 내전 등이 복합적으로 발발함에 따라 그 규모가 더욱 커지고 중요성도 높아졌다. 긴급 구호와 정책 제시, 인도주의적인 활동 또한 가장 중요한 과제가 됐다.
지금의 사무차장은 영국의 외교관 출신인 마크 로콕이다. 현재 전 세계적으로는 총 1,064명의 직원이 있다. 일부 직원이 뉴욕 시와 제네바에 상주하고 있으며 주요 사무소는 부룬디, 중앙아프리카공화국, 차드, 콜롬비아, 수단, 기니, 코트디부아르, 팔레스타인 등 여러 인재나 자연재해가 많은 곳에 위치한다. 지역사무소는 파나마 시티, 두바이, 요하네스버그, 나이로비, 방콕에 두고 있다.

## 같이 보기
- 유엔
- 민방위
- 인도주의적 지원